# 约瑟夫·罗杰·永珊
约瑟夫·罗杰·永珊（1938年4月17日—），越南式姓名阮福保癸，越南阮朝皇帝维新帝的第四子，现在与妻子Lebreton Marguerite住在庆和省芽庄市，无子嗣。曾多次访问安陵，并将父亲的遗体安葬于安陵。                  